# 庫切爾拉湖

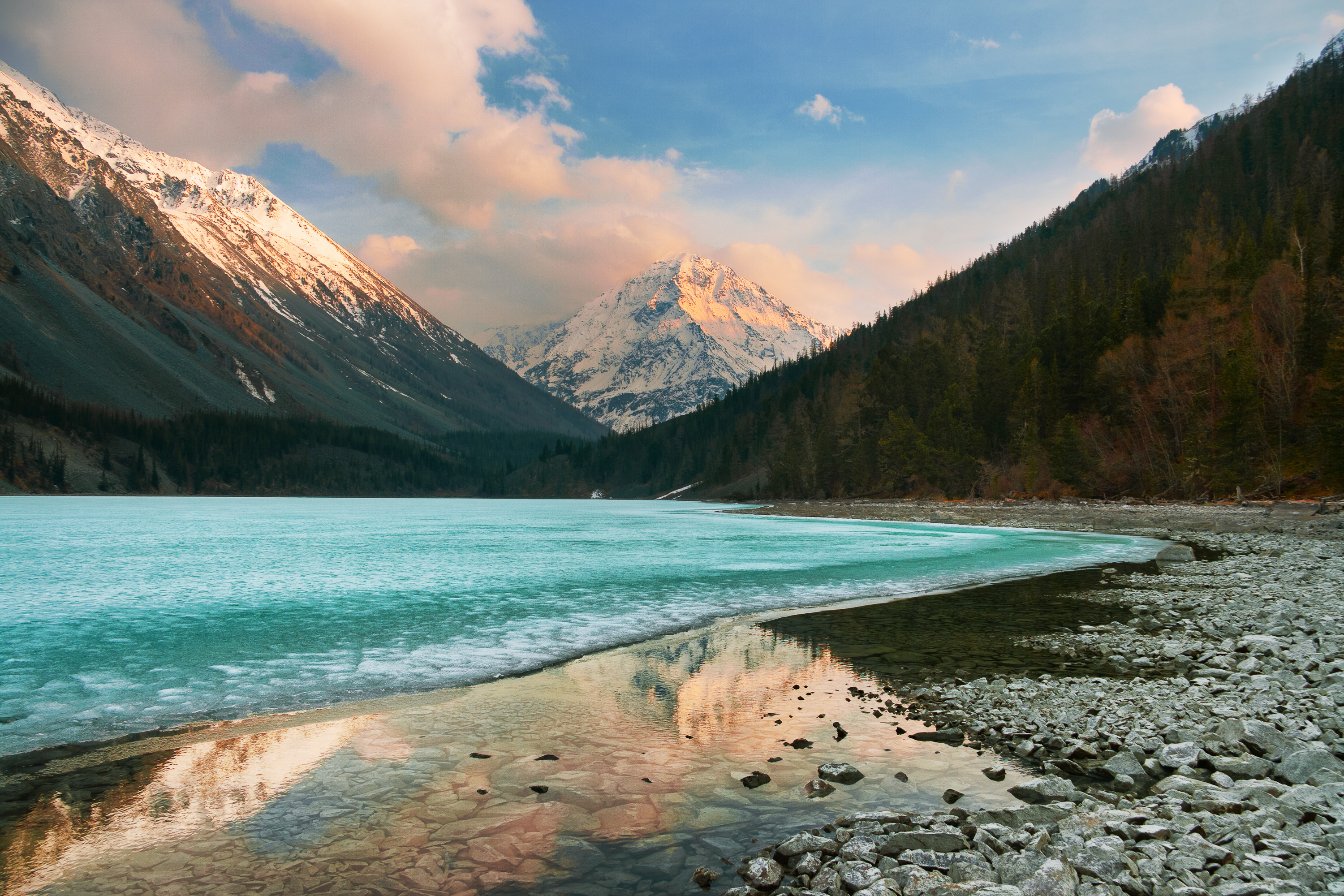

庫切爾拉湖是俄羅斯的湖泊，位於阿爾泰山脈，長4.67公里、寬0.77公里，面積3平方公里，最大水深54.8米，平均水深30米，海拔高度1790米，該地區每年平均降雨量550毫米。